# Georgios Karatzaferis

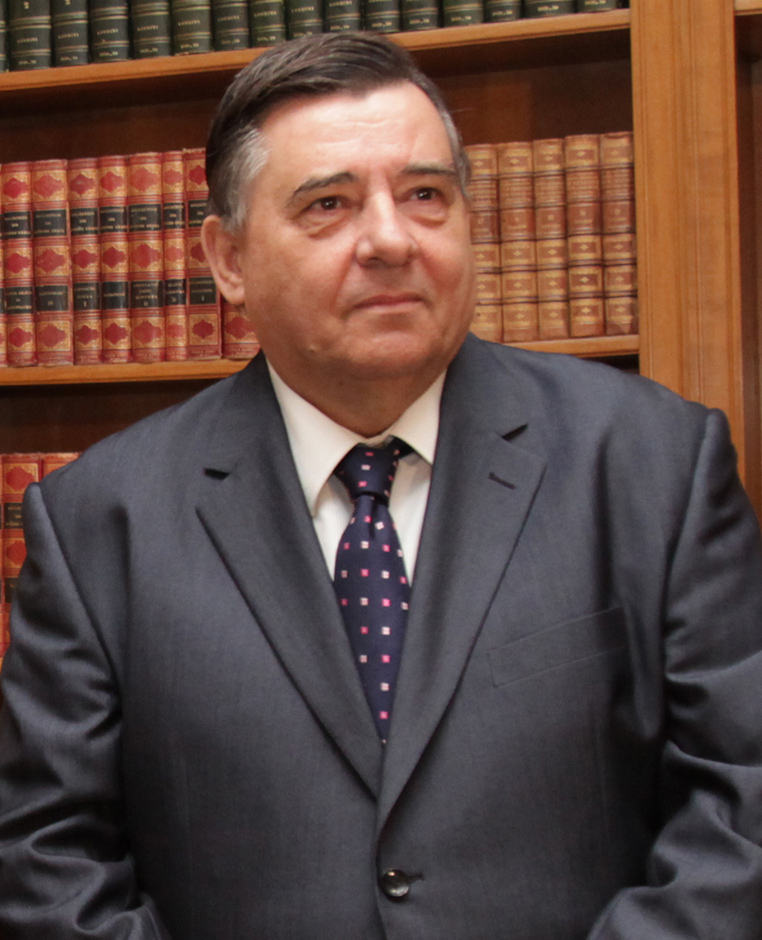
Georgios Karatzaferis

Georgios Karatzaferis este un om politic grec, membru al Parlamentului European în perioada 2004-2009 din partea Greciei.
1. ↑  Deputații în Parlamentul European